# Poieni, Iași
Poieni este un sat în comuna Schitu Duca din județul Iași, Moldova, România.

## Obiective turistice
- Biserica Sfântul Nicolae din Poieni - monument istoric datând din anul 1841; se află în cimitirul satului

## Legături externe
Materiale media legate de Poieni la Wikimedia Commons